# Zoyatitla
Zoyatitla är en ort i Mexiko.   Den ligger i kommunen Tetela de Ocampo och delstaten Puebla, i den sydöstra delen av landet, 140 km öster om huvudstaden Mexico City. Zoyatitla ligger 1 724 meter över havet och antalet invånare är 1 257.
Terrängen runt Zoyatitla är varierad. Zoyatitla ligger nere i en dal. Runt Zoyatitla är det ganska tätbefolkat, med 67 invånare per kvadratkilometer. Närmaste större samhälle är Zacatlán, 19,4 km nordväst om Zoyatitla. I omgivningarna runt Zoyatitla växer i huvudsak blandskog.